# フェイス・ヒル
フェイス・ヒル (Faith Hill、本名 Audrey Faith Perry McGraw、1967年9月21日 - ) は、アメリカの女性カントリー歌手。アメリカ合衆国ミシシッピ州ジャクソン出身。

## 略歴

### 生い立ち
ミシシッピ州ジャクソン北のリッジランドで生まれた。幼少期に養子縁組され、オードリー・フェイス・ペリーと名付けられた。ジャクソン郊外25マイル先にある、近くのスター町で育った。育ての両親テッドとエドナのペリー夫妻は、敬虔なクリスチャンの家庭で2人息子とヒルを育てた。
ヒルは幼い頃から歌の才能を発揮し、7歳の頃に4Hクラブ昼食会で初めて人前で歌った。1976年、9歳の誕生日の数日前、ジャクソンにあるステート・フェア・コロシアムで行われたエルヴィス・プレスリーのコンサートを観て、彼女は深く感銘した。10代になるまでにヒルは自身のバプティスト教会に限らず地元の数々の教会で定期的に歌っていた。17歳の頃、ヒルはバンドを結成し、地元のロデオで演奏した。1986年、McLaurin Attendance Center を卒業し、レイモンドにあるHinds Junior College (現Hinds Community College )に短期間通学した。この頃、ハインズ郡刑務所で『アメイジング・グレイス』などを歌った。19歳で退学し、カントリー歌手としての夢を追い掛けキャリアをスタートするためテネシー州ナッシュビルに転居した。転居後間もなく、ヒルはリーバ・マッキンタイアのバック・コーラスのオーディションを受けたが落選した。Tシャツ販売員を経て、音楽出版会社の事務員となった。他に地元のマクドナルドでも仕事を始めたがあまり熱心ではなかった。「フライドポテト、バーガー、レジ、どれもやったけどどれも好きじゃなかった」と語った。
1988年、音楽会社重役のダニエル・ヒル(カナダの歌手Dan Hill とは別人)と結婚した。
2年後、実母を探し始め、1993年に初めて対面し、実母が亡くなるまで連絡を取り合った。
ある日同僚がヒルの歌声を聴き、その直後社長が彼女に社のデモ・シンガーにさせた。また他にナッシュビルのブルーバード・カフェでソングライターのゲイリー・バーが新曲を披露するたびにバック・コーラスを務めた。やがて彼女の声がブルーバード・カフェの観客として来ていたワーナー・ブラザース・レコード重役ボブ・サポリティの目にとまって契約となった。

### 1993年 - 1997年:カントリー歌手としての成功
1993年、彼女のデビューアルバム『テイク・ミー・アズ・アイ・アム(Take Me as I Am )』は『ワイルド・ワン(Wild One )』の売上に支えられ、300万枚という高い売上をあげた。1993年のデビュー曲『ワイルド・ワン』がカントリー・チャート第1位となり、1994年に30年ぶりに『ビルボード』誌の4週連続第1位となった女性カントリー歌手となった。1994年、『Piece of My Heart 』のカヴァーもカントリー・チャートで第1位となった。他に『Take Me as I Am 』などがシングルカットされた。
声帯の血管裂傷の手術のため第2弾のアルバムを発表するのが遅れた。1995年、アルバム『イット・マスターズ・トゥ・ミー(It Matters to Me )』がついに発表され、同名のシングル『It Matters to Me 』が4枚目のカントリー・チャート第1位を達成した。他の曲もトップ10にランクインし、アルバムは300万枚売り上げた。アルバムからの5枚目のシングル『I Can't Do That Anymore 』はカントリー歌手アラン・ジャクソンの作曲であった。他に『You Can't Lose Me 』、『Someone Else's Dream 』、『Let's Go to Vegas 』がシングルカットされた。デビュー・アルバム出版直後の1994年、ヒルとダニエル・ヒルは離婚した。
1996年春、ヒルはカントリー歌手ティム・マグロウとコンサート・ツアー『Spontaneous Combustion Tour 』を行なった。この時ヒルは彼女の元プロデューサーであるスコット・ヘンドリクスと婚約したばかりで、マグロウは婚約破棄になったばかりであった。マグロウとヒルはすぐに互いに惹かれ、交際を始めた。ヒルが第一子を妊娠したことが発覚し、1996年10月6日に2人は結婚し、現在3人の娘がいる。結婚後、連続して3日以上会わない日がないよう努めている。
『イット・マターズ・トゥ・ミー』発表後、ヒルは4年間のツアーを終え、家族と過ごすために3年間の休養をとった。この間、マグロウとのデュエット『It's Your Love 』を製作した。6週連続第1位となり、ACMアワードとCMAアワードを受賞した。ヒルはこの曲を歌っている時のことについて「誰も自分たちのことを見ていないと思って」歌っていると語った。

### 1998年 - 2003年:ポップへの転向
アルバム『フェイス』(1998年)はカントリーの匂いを少し含んだポップ志向の音に移った。彼女の名声はアメリカ音楽界2000年の最大のヒットの一つであるアルバム「ブリーズ」の発表で急激に高まった。このアルバムと同名のシングルはポップランキングで1位を獲得した。同じように「ザ・ウェイ・ユー・ラヴ・ミー」が7位になり、ビルボードの歴史上最も長期間(57週)ランキングに載った曲の一つになった。このアルバムはグラミー賞で3つの賞を獲得した。
ティム・マッグロウと共同でツアーを行い2000年は彼女にとって成功した年となった。クリスマスシーズンには映画『グリンチ』にゴスペル調の楽曲「ホエア・アー・ユア・ クリスマス」を提供し人気を博した。
2001年の夏には『パール・ハーバー』のサウンドトラックに「永遠に愛されて～パール・ハーバー愛のテーマ」を提供した。9・11のチャリティ・イベントでは再びゴスペル調の『There Will Come a Day』をパフォーマンスした。
2002年には、アルバム『クライ』を発表。このアルバムはランキング初登場1位を獲得したが、ラジオの放送回数では、以前のヒットには及ばなかった。この背景にはカントリー専門のラジオ局はこのアルバムをポップであるとして無視したことがある。このアルバムはグラミー賞で賞を獲得し、全世界で300万枚の売上を上げた。また、タイトル曲「クライ」は、パナソニック「デジタルタウ」のCM曲として使用され、彼女も出演している。また、同楽曲はフジテレビ系ドラマ『薔薇の十字架』の主題歌としても使用された。
2004年の夏にはニコール・キッドマン主演の映画『ステップフォード・ワイフ』に出演した。

### 2005年 - 2006年:カントリーへの回帰

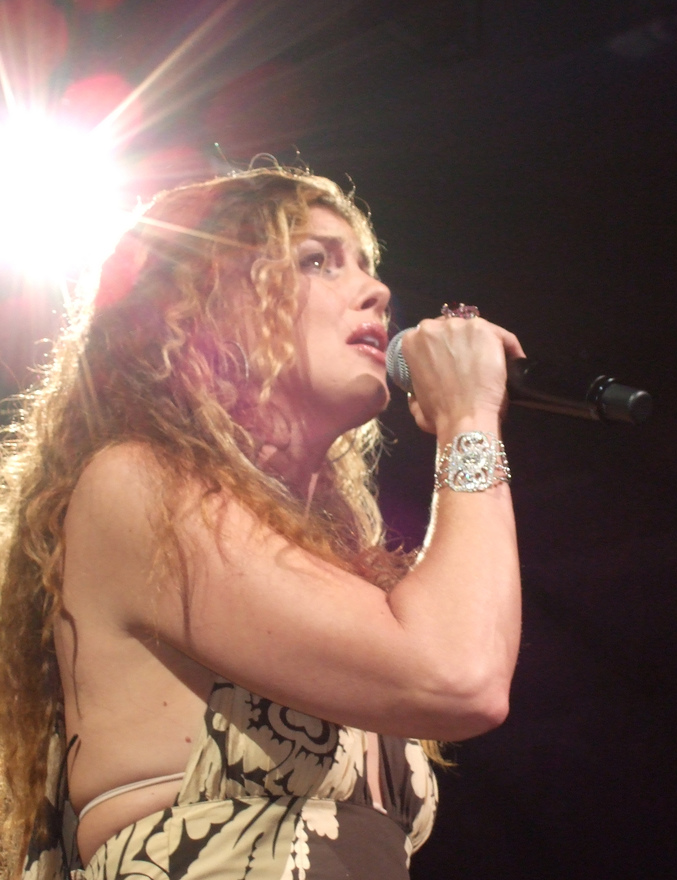
「ソウル・2・ソウル・II」ツアー（2006年）

2005年にはアルバム『ファイアフライズ』を発表。このアルバムは原点回帰とも言えるカントリー色が強いアルバムとなり、このアルバムからシングル「ミシシッピー・ガール」は彼女にとってカントリーチャートで1位を獲得した8曲目のシングルとなった。彼女はこの曲を「ブリーズ」「ピース・オブ・マイ・ハート」とともに、2005年7月2日にLIVE 8で公演した。
2006年6月にはカントリー雑誌Country Weeklyで「カントリー音楽界で最も美しい女性」に選ばれた。

### 2007年 – 2010年: 『The Hits』、『Joy to the World』、『 サンデーナイトフットボール』

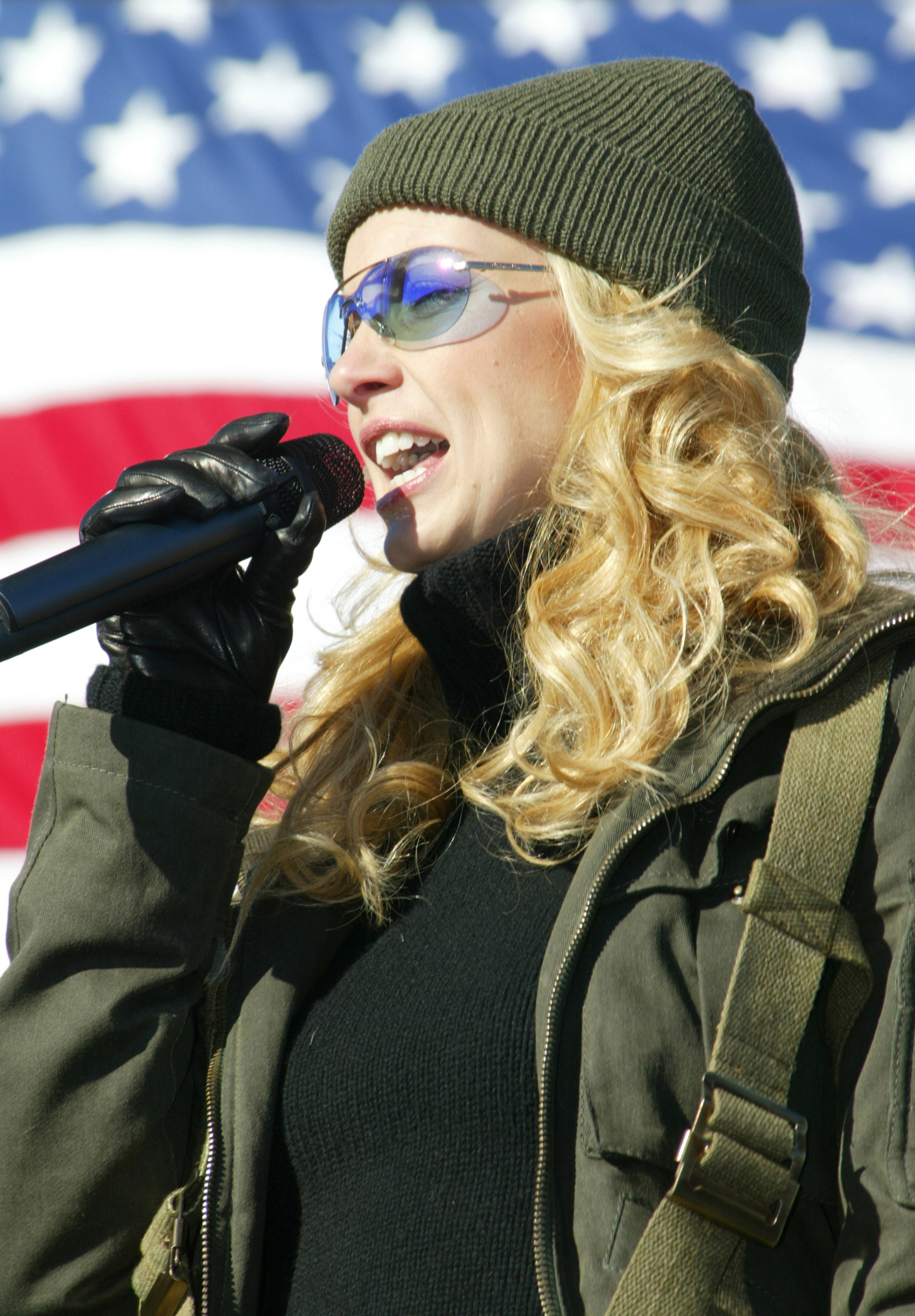
2009年2月13日、ノースカロライナ州Pope Air Force Baseにて

2012年までNBCが放送するNFL中継、『NBCサンデーナイトフットボール』のオープニングソングを歌った。

## 慈善活動
コンサートツアーの折、観客に不要本の提供を呼びかけ、会場の町の図書館へ寄贈するという、チャリティも行っている。

## 人物

### 2006年、CMAアワードでのエピソード
第40回カントリーミュージック協会賞(CMAアワード)の授賞式で、フェイスの最優秀女性ボーカリスト受賞が期待されていたが、キャリー・アンダーウッドが受賞。キャリーの名前が読み上げられた瞬間、フェイスがカメラに向かって「WHAT!?」と怒りのポーズをする瞬間が放映された。後日、フェイスとその担当広報は「冗談。キャリーは賞を受賞するにふさわしい才能を持っている。」と述べた。キャリーは「アメリカンアイドル」の2004年で優勝した実質上新人で、カントリー歌手で最も有名なフェイスは、新人のキャリーが受賞した事が相当悔しかったのだろうと言われている。この事は、キャリーが最優秀女性ボーカリスト賞を受賞した事よりも、話題となった。

## ディスコグラフィ

### アルバム
| 1993                                      | Take Me as I Am  | - 発売日: 1993年10月12日 - レーベル: Warner Bros. Nashville - フォーマット: CD, cassette                             | 59 | —  | 51 | —  | —  | —   | - US: 3× プラチナ - CAN: 3× プラチナ                                   |
| 1995                                      | It Matters to Me | - 発売日: 1995年8月29日 - レーベル: Warner Bros. Nashville - フォーマット: CD, cassette                              | 29 | —  | 40 | —  | —  | —   | - US: 4× プラチナ - CAN: 4× プラチナ                                   |
| 1998                                      | Faith            | - 発売日: 1998年4月21日 - レーベル: Warner Bros. Nashville - フォーマット: CD, cassette - 全米売上: 600万枚          | 7  | 20 | 11 | 66 | —  | 177 | - US: 6× プラチナ - CAN: 4× プラチナ                                   |
| 1999                                      | Breathe          | - 発売日: 1999年11月9日 - レーベル: Warner Bros. Nashville - フォーマット: CD, cassette - 全米売上: 800万枚          | 1  | 7  | 13 | 76 | 3  | 19  | - US: 8× プラチナ - AUS: 2× プラチナ - CAN: 5× プラチナ - UK: ゴールド |
| 2002                                      | Cry              | - 発売日: 2002年10月15日 - レーベル: Warner Bros. Nashville - フォーマット: CD, cassette                             | 1  | 10 | 3  | 12 | 16 | 29  | - US: 2× プラチナ - AUS: ゴールド - CAN: プラチナ                      |
| 2005                                      | Fireflies        | - 発売日: 2005年8月2日 - レーベル: Warner Bros. Nashville - フォーマット: CD, digital download - 全米売上: 227万枚   | 1  | 51 | 2  | —  | —  | —   | - US: 2× プラチナ - CAN: プラチナ                                      |
| 2008                                      | Joy to the World | - 発売日: 2008年9月30日 - レーベル: Warner Bros. Nashville - フォーマット: CD, digital download - 全米売上: 75.3万枚 | 13 | —  | —  | —  | —  | —   | - US: ゴールド                                                         |
| "—"は未発売またはチャート圏外を意味する。 |                  | |    |    |    |    |    |     |                                                                        |

### ベスト・アルバム
| タイトル                   | 英語タイトル      | 発売日         |
| -------------------------- | ----------------- | -------------- |
| ピース・オブ・マイ・ハート | Piece of My Heart | 1996年11月01日 |
| ゼア・ユール・ビー         | There You'll Be   | 2001年10月08日 |
| ザ・ヒッツ                 | The Hits          | 2008年09月30日 |

### シングル
| 発売年 | タイトル                                                   | 英語タイトル                                            | 収録アルバム                          |
| ------ | ---------------------------------------------------------- | ------------------------------------------------------- | ------------------------------------- |
| 1993   | ワイルド・ワン                                             | Wild One                                                | Take Me as I Am (1993)                |
| 1994   | ピース・オブ・マイ・ハート                                 | Piece of My Heart                                       | Take Me as I Am (1993)                |
| 1994   | バット・アイ・ウィル                                       | But I Will                                              | Take Me as I Am (1993)                |
| 1994   | テイク・ミー・アズ・アイ・アム                             | Take Me as I Am                                         | Take Me as I Am (1993)                |
| 1995   | レッツ・ゴー・トゥ・ベガス                                 | Let's Go to Vegas                                       | It Matters to Me (1995)               |
| 1995   | イット・マターズ・トゥ・ミー                               | It Matters to Me                                        | It Matters to Me (1995)               |
| 1996   | 誰かのドリーム                                             | Someone Else's Dream                                    | It Matters to Me (1995)               |
| 1996   | ユー・キャント・ルーズ・ミー                               | You Can't Lose Me                                       | It Matters to Me (1995)               |
| 1996   | アイ・キャント・ドゥ・ザット・エニモア                     | I Can't Do That Anymore                                 | It Matters to Me (1995)               |
| 1997   | フー・アム・アイ                                           | Who I Am                                                | あなたにムチュー (サウンド・トラック) |
| 1998   | ディス・キッス                                             | This Kiss                                               | Faith (1998)                          |
| 1998   | ジャスト・トゥ・ヒア・ユー・セィ・ザッツ・ユー・ラブ・ミー | Just to Hear You Say That You Love Me (with Tim McGraw) | Faith (1998)                          |
| 1998   | レット・ミー・レット・ゴー                                 | Let Me Let Go                                           | Faith (1998)                          |
| 1999   | ラブ・エイント・ライク・ザット                             | Love Ain't Like That                                    | Faith (1998)                          |
| 1999   | シークレット・オブ・ライフ                                 | The Secret of Life                                      | Faith (1998)                          |
| 1999   | ブリーズ                                                   | Breathe                                                 | Breathe (1999)                        |
| 2000   | ザ・ウェイ・ユー・ラヴ・ミー                               | The Way You Love Me                                     | Breathe (1999)                        |
| 2000   | レッツ・メイク・ラヴ                                       | Let's Make Love (with Tim McGraw)                       | Breathe (1999)                        |
| 2001   | イフ・マイ・ハート・ハド・ウィングス                       | If My Heart Had Wings                                   | Breathe (1999)                        |
| 2001   | 永遠に愛されて～パール・ハーバー愛のテーマ                 | There You'll Be                                         | パール・ハーバー (サウンド・トラック) |
| 2001   | ウェア・アー・ユー・クリスマス                             | Where Are You, Christmas?                               | There You'll Be (2001)                |
| 2001   | ブリーズ                                                   | Breathe (Remix)                                         | Cry (2002)                            |
| 2002   | クライ                                                     | Cry                                                     | Cry (2002)                            |
| 2003   | ウェン・ザ・ライツ・ゴー・ダウン                           | When the Lights Go Down                                 | Cry (2002)                            |
| 2003   | ワン                                                       | One                                                     | Cry (2002)                            |
| 2003   | ユアー・スティル・ヒァ                                     | You're Still Here                                       | Cry (2002)                            |
| 2003   | ベイビー・ユー・ビロング                                   | Baby You Belong                                         | Cry (2002)                            |
| 2005   | ミシシッピー・ガール                                       | Mississippi Girl                                        | Fireflies (2005)                      |
| 2005   | ライク・ウィ・ネバー・ラブドゥ・アット・オール             | Like We Never Loved at All                              | Fireflies (2005)                      |
| 2006   | ザ・ラッキー・ワン                                         | The Lucky One                                           | Fireflies (2005)                      |
| 2006   | サンシャイン・アンド・サマータイム                         | Sunshine and Summertime                                 | Fireflies (2005)                      |
| 2006   | スティーリング・キス                                       | Stealing Kisses                                         | Fireflies (2005)                      |
| 2007   | ロスト                                                     | Lost                                                    | The Hits (2008)                       |
| 2007   | レッド・アンブレラ                                         | Red Umbrella                                            | The Hits (2008)                       |

## 俳優

### テレビドラマ
- イエローストーン Yellowstone (2021)
- 1883 1883 (2021-2022)